# Nauki Dua-Khety
Nauki Dua-Khety – dzieło z gatunku sebayt, zachowane w całości, w niektórych miejscach jednak uszkodzone. Na okres powstania datuje się lata 1991–1962 p.n.e., za panowania XII Dynastii. Tekst zachował się do dziś zarówno dzięki papirusom jak i ostrakon (był przepisywany jako ćwiczenie w szkole), świadczy to o jego popularności w odpowiednim dla niego okresie.
Za autora uznaje się Dua-Khety, adresatem natomiast jego syn, Pepi. Nauki w odróżnieniu od pozostałych dzieł tego gatunku, takich jak Nauki Amenemheta, czy Maksymy Wezyra Ptahhotepa nie dotyczą klas najwyższych, Nauki Dua-Khety dedykowane są klasie średniej. Świadczą o tym wyliczane przez ojca stanowiska, do jakich powinien dążyć jego syn oraz wspomnienie pracy fizycznej jako alternatywa kariery jako urzędnik. Wysoki urzędnik uważał za niedopuszczalne, by jego syn pracował fizycznie. Nauki Dua-Khety – podobnie jak inne teksty literatury mądrościowej starożytnego Egiptu – zawierają, przewidziany dla określonej grupy społecznej, kodeks postępowania.

## Budowa szkatułkowa
Nauki Dua-Khety mają strukturę szkatułkową. Za pierwszą szkatułkę (Sz0) uznaje się trzecioosobowy wstęp oraz zakończenie. Początek zawiera informację o autorze oraz jego adresacie wraz z okolicznościami powstania dzieła.
Kolejna szkatułka (Sz1), autor podobnie jak w innych utworach gatunku sebayt, powołuje się na wiedzę nabytą poprzez naukę oraz doświadczenie. W tym fragmencie dowiadujemy się, czemu warto zostać pisarzem. Następnie czytamy(Sz2), że nie ma lepszego zawodu niż skryba. Tę szkatułkę możemy wyróżnić Sz2a oraz Sz2b, w której to pokazany jest kontrast oraz upokorzenia, które mogą czekać Pepi, jeśli podjąłby się innego zawodu.
Szkatułka Sz3 uznawana jest za tę najbardziej typową dla sebayt, ponieważ składa się z maksym oraz nauki. To tutaj znajdziemy polecenia oraz sposób postępowania, który pomoże w osiągnięciu wymarzonej kariery. W tej części znajduje się 18 dyspozycji, 11 hipotez oraz 5 sankcji.
| Sz 0 | Sz 0 | Sz 0 | Sz 0 |  |
| ---- | ---- | ---- | ---- |  |
|      | Sz 1 |      |      |  |
|      | Sz 2 | Sz 2 | Sz3  |  |
|      |      | Sz2a |      |  |

## Podsumowanie
Reasumując, u podstaw Nauk stoją pytania: Co należy zrobić z własnym życiem, oraz jaką karierę wybrać? Odpowiedzią na oba pytania jest oczywiście kariera urzędnicza. Jeżeli chcesz żyć dostatnio, cieszyć się władzą i niezależnością, szybko zrobić prestiżową karierę, a przy tym robić rzeczy ważne, nie bać się o swoje życie i zdrowie oraz nie zmuszać się do wykonywania upokarzających czynności, zostań urzędnikiem. Jeśli chcesz zostać urzędnikiem, najlepszą drogą jest nauka, zaprzyjaźnienie się z możnymi oraz równymi sobie. Aby to osiągnąć, niezbędne jest wystrzeganie się bycia naiwnym, lekkomyślnym oraz stosować się maksym.